# Basilique San Babila
La basilique San Babila (en italien : Basilica di San Babila), est une église catholique de style roman à Milan, en Lombardie, Italie.
Elle était autrefois considérée comme la troisième plus importante de la ville après le Dôme de Milan et la basilique Saint-Ambroise de Milan. Elle est dédiée au Saint Babylas d'Antioche.
Elle est située sur la Piazza San Babila (en) et dépend de la station de métro San Babila.